# Minuskuł 53
Minuskuł 53 (wedle numeracji Gregory–Aland) ε 344 (Soden) – rękopis Nowego Testamentu, z XIII/XIV wieku pisany minuskułą na pergaminie w  języku greckim. Przechowywany jest w Bibliotece Bodlejańskiej w Oksfordzie. Był wykorzystywany w dawnych wydaniach  greckiego Nowego Testamentu. 

## Opis rękopisu
Kodeks zawiera pełny tekst czterech Ewangelii, na 140 pergaminowych kartach (15,5 na 11,5 cm) . Karty zostały ułożone w octavo. 
Tekst rękopisu pisany jest jedną kolumną na stronę, w 29–33 linijek na stronę, elegancką minuskułą. Inicjały pisane są czerwonym kolorem.
Tekst jest dzielony według rozdziałów (κεφαλαια), których numery podane zostały w bocznym marginesie, a tytuły (τιτλοι) podane zostały na górze strony. Nie zastosowano natomiast podziału według krótkich Sekcji Ammoniusza, z odniesieniami do Kanonów Euzebiusza.
Rękopis zawiera Prolegomenę na początku oraz noty marginalne. 

## Tekst
Grecki tekst Nowego Testamentu reprezentuje bizantyjską tradycję tekstualną.  Aland umieścił go w  kategorii V. Rękopis został zbadany metodą wielokrotnych wariantów Claremont Profile Method w Łk 1 i Łk 20, w których reprezentuje standardowy tekst bizantyjski (Kx). W Łk 10 nie zbadano tekstu tą metodą. Tworzy parę tekstualną z minuskułem 902.

## Historia
Scrivener i Gregory datowali go na XIV wiek. 
INTF datuje go na XIII lub XIV wiek . 
Rękopis znał Robert Estienne, który wykorzystał go w swoim wydaniu greckiego Nowego Testamentu i oznakował go przy pomocy symbolu γ. Korzystał z niego John Mill (jako Selden 1). Johann Jakob Wettstein wciągnął go na listę rękopisów Nowego Testamentu, nadał mu numer 53 i sporządził jego opis.  Griesbach sprawdził niektóre jego warianty. Nie jest wykorzystywany we współczesnych wydaniach greckiego Nowego Testamentu. 
Rękopis przechowywany jest w Bibliotece Bodlejańskiej (Selden Supra 28) w Oksfordzie . 